# Gordon Etherington-Smith
Raymond Gordon Anthony Etherington-Smith (* 1. Februar 1914 in Kairo; † 14. April 2007) war ein britischer Diplomat. Er amtierte u. a. als britischer Botschafter in Südvietnam (1963–1966) und im Sudan sowie als Minister bei der alliierten Regierung für West-Berlin.

## Leben und Tätigkeit

### Ausbildung und frühe Laufbahn (1914–1945)
Etherington-Smith war der Sohn des britischen Diplomaten Thomas Basil Etherington-Smith († 1916) und einer österreichischen Mutter. Nach dem Tod des Vaters wuchs er zunächst in Wien auf. Später besuchte das Internat Downside und studierte am Magdalen College der Universität Oxford, wo er Abschlüsse in Politik, Philosophie und Wirtschaft erwarb, sowie an der School of Oriental and African Studies.
1936 trat Etherington-Smith, der Deutsch, Französisch und Russisch sprach, in den britischen diplomatischen Dienst ein (Aufnahme als Sekretär dritter Klasse). Nach einer Verwendung im Foreign Office in London mit Ernennungsdatum vom 14. September 1936 wurde er am 19. Februar 1939 der britischen Botschaft in Berlin als Mitarbeiter zugeteilt. Auf seinem Dienstposten in Berlin verblieb er jedoch nur kurz, da er nach einem gewalttätigen Zusammenstoß mit einem NS-Funktionär auf Aufforderung der deutschen Regierung, die ihn zur persona non grata erklärte, vom Foreign Office als Diplomat wieder abberufen wurde.
Nach dem Ausbruch des Zweiten Weltkriegs wurde Etherington-Smith der britischen diplomatischen Vertretung in Kopenhagen zugeteilt (Versetzung zum 4. September 1939). Am 13. April 1940 wurde er ins Foreign Office zurückversetzt, von wo er am 22. September 1940 zur britischen Botschaft in Washington, D.C. entsandt wurde. Dort war er bis 1942 tätig. Während dieser Zeit wurde er am 14. Oktober 1941 in den Rang eines Sekretärs zweiten Grades (Second Secretary) im diplomatischen Dienst befördert. Nach einer kurzzeitigen Rückversetzung zum Foreign Office (Versetzungsdatum vom 2. April 1943) wurde Etherington-Smith am 7. Juli 1943 der britischen Delegation bei General Chiang Kai-shek in Chungking im Nordwesten Chinas zugeteilt, der er bis 1945 angehörte. Hier wurde er am 13. September 1945 zum Sekretär 1. Grades im diplomatischen Dienst befördert.
Am 7. März 1946 wurde Etherginton-Smith zum britischen Generalkonsul in der chinesischen Provinz Kashgar ernannt. 1947 war er kurzzeitig in Moskau (1947) sowie im Foreign Office tätig.

### Spätere Laufbahn
Am 30. August 1952 wurde Etherington-Smith als Vertreter des Foreign Office (Charge d’Affaires) beim Vatikan nach Rom versetzt. Zum 8. Oktober 1954 wechselte er als erster Sekretär an die britische Botschaft in Saigon. Hier erlebte er in der Folgezeit den französischen Rückzug aus Vietnam sowie das allmähliche Hineingezogen-Werden der Amerikaner in die Krise in dem ostasiatischen Land mit, das später im Vietnamkrieg gipfelte.
Nach einem knapp dreijährigen Intermezzo in den Niederlanden, wo er am 8. Januar 1958 als britischer Counsellor bei der Botschaft in Den Haag bestallt wurde, wurde Etherington-Smith im März 1961 als britischer Counsellor in Singapur eingesetzt und bald danach dort zum geschäftsführenden Generalkommissar (Acting Commissioner-General) erhoben.
Am 20. August 1963 wurde Etherington-Smith zum britischen Botschafter – Sonderbotschafter und Bevollmächtigten (ambassador extraordinary and plenipotentiary) – in Südvietnam ernannt. Auf diesem Posten blieb er drei Jahre lang, während denen die Lage in Vietnam eskalierte. So fand u. a. auch ein gestürzter Präsident des Staates Unterschlupf in Etherington-Smiths Botschaftsgebäude. Auch wenn Großbritannien nicht mit eigenen Truppen am Vietnamkrieg teilnahm unterstützte es die amerikanischen Bestrebungen in dem Land. So  organisierte Etherington-Smith die Ausbildung von südvietnamesischen Polizisten durch britische Polizisten.
Im Jahr 1966 wurde Etherington-Smith als britischer Minister und stellvertretende Stadtkommandant bei der alliierten Militärregierung für Westberlin bestallt. Er war in dieser Stellung der höchstrangige britische Zivilist im Oberkommando der Alliierten in der geteilten Stadt. Bei seinen Verhandlungen mit den Sowjet kamen ihm dabei seine Erfahrungen in Moskau während des Zweiten Weltkriegs sowie seine Kenntnisse der russischen Sprache zupass.
1970 wurde Etherington-Smith zum britischen Botschafter im Sudan ernannt. Er folgte damit Robert Fowler nach. Das Land, das damals – wie später erneut – politisch aufgrund von Differenzen der Bevölkerungsgruppen im Norden und Süden tief gespalten war, galt zu diesem Zeitpunkt als Krisenherd. Am 3. März 1973 entging er nur knapp einem Anschlag eines Terrorkommando der palästinensischen Gruppe Schwarzer September auf einen Empfang in der saudischen Botschaft, bei dem mehrere Diplomaten als Geiseln genommen wurden: Etherington-Smith hatte die Räumlichkeiten wenige Minuten vor Beginn des Überfalls der Gruppe verlassen, um zum Flughafen von Kharthoum zu fahren, um dort einen britischen Diplomaten in Empfang zu nehmen. Nachdem die politischen Forderungen der Geiselnehmer nicht erfüllt wurden, wurden zwei amerikanische und ein belgischer Diplomat erschossen. Seinem Nachruf in der Times zufolge wäre wahrscheinlich auch Etherington-Smith, wäre er in die Hände der Palästinenser gefallen, zur Erschießungen ausgewählt worden.
Später im Jahr 1973 ging Etherington-Smith in den Ruhestand, den er in Wiltshire verbrachte. Im Ruhestand widmete er sich der Herausgabe einer Publikation des österreichischen Offiziers Ernst Pinter über die Versuche des Erzherzogs Maximilian von Österreich in den 1860er Jahren, ein Kaiserreich Mexiko aufzubauen.

### Familie
Etherington-Smith war seit 1950 verheiratet mit Mary Elisabeth Besly, hatte drei Töchter und einen Sohn.

## Veröffentlichung
Als Bearbeiter:
- Ernst Pitner: Maximilian's Lieutenant: A personal History of the Mexican Campaign, 1864-7, 1993.